# Tonny Jonkman
Tonny Jonkman (Raalte, 3 de abril de 1941-Deventer, 17 de diciembre de 2016) fue un deportista neerlandés que compitió en judo. Ganó una medalla de bronce en el Campeonato Europeo de Judo de 1967, en la categoría de –70 kg.

## Palmarés internacional
| Campeonato Europeo | Campeonato Europeo | Campeonato Europeo | Campeonato Europeo |
| Año                | Lugar              | Medalla            | Categoría          |
| ------------------ | ------------------ | ------------------ | ------------------ |
| 1967               | Roma (Italia)      | Medalla de bronce  | –70 kg             |